# Giuliano Preparata
Giuliano Preparata (Padova, 10 marzo 1942 – Frascati, 24 aprile 2000) è stato un fisico italiano.

## Biografia
Frequentò il liceo classico Umberto I di Roma e si laureò alla Sapienza in fisica teorica, summa cum laude, relatore Raoul Gatto, nel 1964. L'anno successivo si trasferì a Firenze, borsista CNR, poi professore incaricato di fisica dei neutroni. Dal 1967 al 1972 insegnò in diverse università americane quali Princeton (1968), Harvard (1967-1968), Rockefeller (1969-1970) e New York University (1970-1971). Conseguì la libera docenza in fisica teorica nel 1969 e nel 1975 vince il concorso a cattedra di fisica teorica. Dal 1976 al 1980 fu professore ordinario a Bari e dal 1980 fu docente presso l'Università degli Studi di Milano. Dal 1974 al 1980 fu inoltre membro della divisione teorica del CERN di Ginevra.
Giuliano Preparata dedicò gran parte della sua attività scientifica alla fisica delle particelle, portando rilevanti contributi alla costruzione del Modello standard. In particolare chiarì la natura del campo quantistico di Dirac del quark e propose una soluzione al problema cruciale del confinamento del colore nell'ambito della Cromodinamica quantistica (QCD).
Dal 1987 rivolse la propria attenzione anche ai problemi della materia condensata e alla fisica nucleare nel quadro della teoria quantistica dei campi, avanzando nuove teorie su soluzioni coerenti della QED in sistemi abbastanza densi e abbastanza freddi applicabili alla fusione fredda. Inoltre, sviluppò con la biologa molecolare Cecilia Saccone un modello markoviano di evoluzione molecolare che ricevette notevole attenzione da parte della comunità scientifica internazionale.
Pubblicò circa quattrocento lavori nei seguenti campi: fisica subnucleare, fisica nucleare, fisica del laser, superconduttività, superfluidità, acqua liquida e solida, materia condensata (vetri, colloidi, elettroliti, ecc.), fisica delle stelle di neutroni, astrofisica dei GRB (Gamma ray burst), fusione fredda. Si interessò anche alle proprietà dei campi elettromagnetici dell'acqua, in una serie di lavori sperimentali poi ripresi nel 2009 dal premio Nobel per la medicina Luc Montagnier.
Giuliano Preparata morì il 24 aprile 2000 a Frascati.

## Opere

### Articoli
- Sonoluminescence Unveiled ?
- Quantum gravity, the Planck lattice and the Standard Model
- lista di articoli su Arxiv

### Libri
- Probing Hadrons with Leptons, Plenum Press, 1980
- QED Coherence in Matter, World Scientific, 1995
- An Introduction to a Realistic Quantum Physics, World Scientific, 2002
- L'architettura dell'universo: lezioni popolari di fine secolo su ciò che la scienza è riuscita a capire sulla struttura dell'universo,  Bibliopolis, 2001
- Dai quark ai cristalli: breve storia di un lungo viaggio dentro la materia, Bollati Boringhieri, 2002